# Pertusaria monogona
Pertusaria monogona är en lavart som beskrevs av Nyl. Pertusaria monogona ingår i släktet Pertusaria och familjen Pertusariaceae.   Inga underarter finns listade i Catalogue of Life.